# Мурсили I
Мурсили I (Мурсилис I) — царь Хеттского царства, правил приблизительно в 1620 — 1594 годах до н. э.

## Приход к власти и родственные отношения
Мурсили был внуком хеттского царя Хаттусили I, который усыновил его и сделал своим престолонаследником, что было закреплено в так называемом «Завещании Хаттусили». В литературе высказывалось мнение, что на момент смерти Хаттусили I его приёмный сын Мурсили находился ещё в юном возрасте и поэтому регентом при нём стал брат умершего царя по имени Пимпира, осуществляющий свои полномочия пока Мурсили не достиг совершеннолетия. Однако если это действительно было так, то странно, почему назначение Пампиры регентом не упоминается ни в одном из дошедших указов Хаттусили, ни в указе Телепину. Вообще, это предположение основано на толковании фрагментарно сохранившегося текста, которое нельзя признавать убедительным. Поэтому едва ли у современных исследователей имеется достаточно данных для установления исторической роли Пимпиры.

## Военные походы
Правление Мурсили I стало определяющим в истории Древнехетского царства. Если судить по кратким сохранившимся описаниям этого царствования, всё внимание государя поглощено военными предприятиями на крайнем юге. Его первоочередной заботой стало «отмщение крови своего отца», ответственность за которую лежала на Халебе (хетт. Хальпа). Подробности войны с Халебом остаются неизвестны, однако разрушение этого города Мурсили I засвидетельствовано более чем одним источником. Возможно это означало прекращение существования могущественного царства Ямхад, которое со времён царя Вавилона Хаммурапи доминировало в северной Сирии.
Что касается дальнейших событий, то мы располагаем лишь, утверждениями Телепину о том, что Мурсили I разрушил Вавилон (хетт. Шанхара) и разгромил все царства Хурри: 

 «Когда Мурсили в Хаттусе воцарился, тогда его сыновья, его братья, его свойственники, люди его рода и воины его были объединены. И страну врагов сильной рукой покорял, и страны он завоевывал, и их границами моря он делал. И он пошёл в город Хальпу, и город Хальпу он разрушил, и рабов — пленных воинов, и имущество города Хальпы он принёс в город Хаттусу. Потом же он пошёл в город Вавилон, и город Вавилон он разрушил, и хурритам он нанёс поражение, и рабов-пленных, и имущество города Вавилона он в городе Хаттусе держал».— «Указ Телепину»
Следующие поколения с гордостью вспоминали покорение Вавилона как ратный подвиг, который не удалось больше повторить ни одному царю Хатти. Кроме того, это единственное событие ранней хеттской истории, подтверждаемое внешними источниками.  Так в Вавилонской хронике, в разделе о конце I вавилонской династии, говорится:

«Во времена Самсу-дитаны люди Хатти пошли войной против страны Аккад».
Это краткое сообщение вавилонского текста обеспечивает связь между хронологией Хеттского царства и Вавилонии. Поскольку смерть Самсу-дитаны датируется приблизительно 1595 годом до н. э., то хеттский поход на Вавилон нужно относить именно к этому времени. Вавилон не смог противостоять хеттскому вторжению. Мурсили захватил город и сверг последнего царя аморейской династии Самсу-дитану. Однако Мурсили не ставил своей целью полное подчинение настолько удалённой от основного центра его державы территории; поход носил чисто грабительский характер. Взяв в Вавилоне богатую добычу, Мурсили вернулся на родину.
Однако не совсем понятно, как Мурсили I удалось, идя вниз по Евфрату, преодолеть без какого либо сопротивления расстояние в 500 км и с ходу захватить город, который несколько поколений назад был столицей могущественной империи? Ключ к разгадке этих проблем, возможно, следует искать в истории области под названием Хана на Среднем Евфрате, в районе устья реки Хабур. Известно, что к этому времени данная область попала под влияние касситов; один из царей Ханы даже носил касситское имя Каштилиаш. Мурсили не мог напасть на Вавилон минуя регион Ханны, и, если она представляла собой тогда сферу влияния касситов, хеттский царь не мог не вступить с ними во взаимодействие. Поскольку в хеттских источниках отсутствуют упоминания о разгроме касситов, остаётся предположить, что Мурсили I был их союзником. Вполне возможно, что именно они стали инициаторами похода на Вавилон. Хетты же были приглашены присоединится к нему на условиях участия в разделе добычи. Примечательно, что в хеттских источниках особо акцентируется внимание на богатом полоне, доставленном в Хаттусу из Месопотамии. В свете этого вполне понятно выглядит факт почему наиболее ценные трофеи из сокровищ Вавилона —  статуи бога-покровителя Вавилона Мардука и его супруги богини Царпанит, — были оставлены в Хане; ибо, как известно, именно оттуда последующий касситский царь Вавилона Агум II вернул их на прежнее место.
В указе Телепину во время описания похода на Вавилон упомянуты также хурриты, подвергшиеся разгрому. Есть все основания предполагать, что их разгром был связан с разрушением Халеба, ибо, как известно на примере походов Хаттусили I, хетты часто сталкивались с хурритами именно в этой области. Не исключено, что союз между хеттами и касситами Ханы был заключен как возможный противовес возрастающему могуществу хурритов. В свете этого царь Телепину, говоря в своём указе о том, что хеттское войско разбило хурритов на обратном пути из Вавилона, скорее всего размещает события в искажённой последовательности. Или же мы должны предположить, что возвращающийся домой Мурсили I подвергся нападению со стороны хурритов.

## Убийство царя
Вскоре по возвращении в Хаттусу Мурсили был убит в результате заговора, организованного Хантили, мужем его сестры, который занял хеттский престол под именем Хантили I. Убийство Мурсили I привело к череде дворцовых переворотов и, как следствие, к существенному ослаблению Хеттской державы.
| Древнее царство             |                                      |                     |
| Предшественник: Хаттусили I | царь хеттов ок. 1620 — 1594 до н. э. | Преемник: Хантили I |